# Schweizer Meisterschaften im Skispringen und der Nordischen Kombination 1994
Die Schweizer Meisterschaften im Skispringen und der Nordischen Kombination 1994 fanden vom 4. bis 6. Februar 1994 in Le Brassus statt. Das Skispringen gewann Stephan Zünd und die Nordische Kombination Andreas Schaad. Diese Meisterschaften waren die letzten Wettbewerbe vor den Olympischen Winterspielen 1994 in Lillehammer.

## Nordische Kombination

### Einzel
| Platz | Name              | Ort               | Laufzeit (min) |
| ----- | ----------------- | ----------------- | -------------- |
| 01    | Andreas Schaad    | SC Einsiedeln     | 29:12,8        |
| 02    | Jean-Yves Cuendet | Le Lieu           | 29:32,7        |
| 03    | Hippolyt Kempf    | Luzern            | 29:55,2        |
| 04    | Sylvain Guillaume | Frankreich        | 29:57,9        |
| 05    | Frédéric Baud     | Frankreich        | 31:22,6        |
| 06    | Fabrice Guy       | Frankreich        | 31:30,8        |
| 07    | Marco Zarucchi    | Alpina St. Moritz | 31:32,2        |
| 08    | Stephane Michon   | Frankreich        | 31:44,6        |

Datum: Freitag, 4. Februar und Samstag, 5. Februar 1994 in Le Brassus

Erstmals wurden die Meisterschaften mit 50 Teilnehmern zusammen mit Frankreich ausgetragen. Mit 19,9 Sekunden Vorsprung  gewann der Einsiedelner Andreas Schaad vor den Vorjahressieger Jean-Yves Cuendet und mit 42,4 Sekunden auf den dreifachen Schweizer Meister Hippolyt Kempf und holte damit nach 1986, 1988, 1989 und 1992 seinen fünften Meistertitel.
Der elftplatzierte Armin Krügel wurde Juniorenmeister.

## Skispringen

### Normalschanze
| Platz | Name               | Verein          | Weite 1 | Weite 2 | Punkte |
| ----- | ------------------ | --------------- | ------- | ------- | ------ |
| 01    | Stephan Zünd       | Schaan          | 102,0 m | 107,0 m | 232,4  |
| 02    | Sylvain Freiholz   | Schaan          | 94,0 m  | 104,0 m | 214,5  |
| 03    | Hansjörg Zihlmann  | SC Marbach      | 96,5 m  | 102,0 m | 212,2  |
| 04    | Christoph Birchler | SC Einsiedeln   | 97,0 m  | 98,0 m  | 207,8  |
| 05    | Martin Trunz       | Degersheim      | 95,0 m  | 99,0 m  | 204,4  |
| 06    | Jean-Yves Cuendet  | Le Lieu         | 97,0 m  | 92,0 m  | 197,9  |
| 07    | Bruno Reuteler     | Ski-Club Gstaad | 91,0 m  | 96,0 m  | 194,6  |
| 08    | Andreas Küttel     | SC Einsiedeln   | 94,0 m  | 90,0 m  | 188,9  |
| 09    | Hippolyt Kempf     | Luzern          | 96,0 m  | 89,0 m  | 185,3  |
| 010   | Sepp Zehnder       | Bennau          | 87,0 m  | 95,0 m  | 184,6  |

Datum: Sonntag, 6. Februar 1994 in Le Brassus

Stephan Zünd gewann mit Weiten von 102 m und 107 m vor den Vorjahressieger Sylvain Freiholz und holte damit seinen dritten Meistertitel. Der achtplatzierte Andreas Küttel wurde mit Weiten von 94 m und 90 m wie im Vorjahr Juniorenmeister.